# San Mauro Castelverde
San Mauro Castelverde település Olaszországban, Szicília régióban, Palermo megyében. Lakosainak száma 1346 fő (2023. január 1.). San Mauro Castelverde Castel di Lucio, Castelbuono, Geraci Siculo, Pettineo, Pollina és Tusa községekkel határos.

## Népesség
A település lakossága az elmúlt években az alábbi módon változott:
| Lakosok száma | 1643 | 1590 | 1346 |
|               | 2017 | 2018 | 2023 |